# Sansac-de-Marmiesse
Sansac-de-Marmiesse is een gemeente in het Franse departement Cantal (regio Auvergne-Rhône-Alpes). De plaats maakt deel uit van het arrondissement Aurillac. Sansac-de-Marmiesse telde op 1 januari 2022 1.388 inwoners.

## Geografie
De oppervlakte van Sansac-de-Marmiesse bedroeg op 1 januari 2022 14,35 vierkante kilometer; de bevolkingsdichtheid was toen 96,7 inwoners per km².
De onderstaande kaart toont de ligging van Sansac-de-Marmiesse met de belangrijkste infrastructuur en aangrenzende gemeenten.

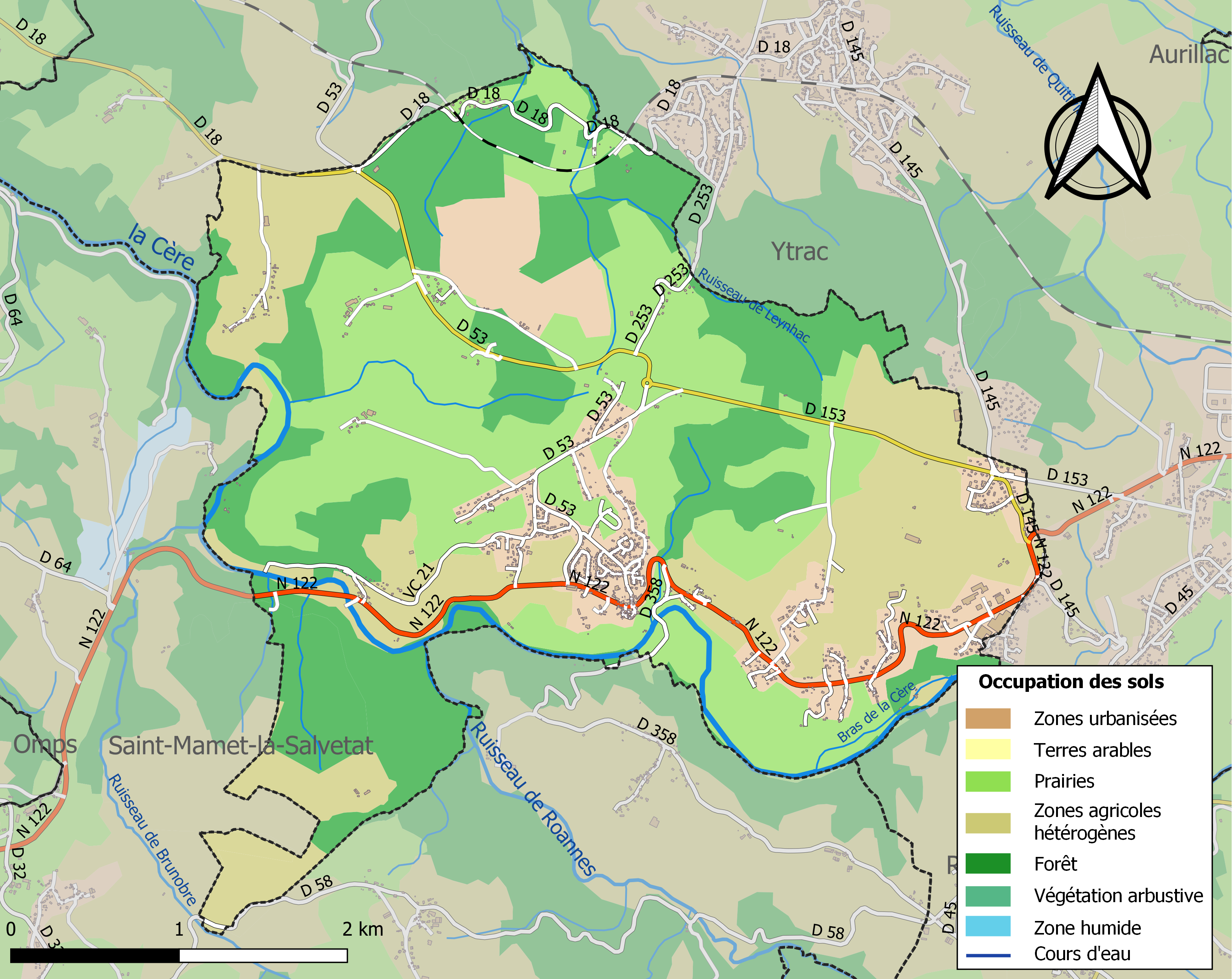

## Demografie
Onderstaande figuur toont het verloop van het inwonertal (bron: INSEE-tellingen).

Vanwege een beveiligingsprobleem met de MediaWiki Graph-software is het momenteel niet mogelijk deze grafiek weer te geven. Zodra de software is bijgewerkt zal de grafiek vanzelf weer zichtbaar worden.